# Pytho niger
Pytho niger is een keversoort uit de familie blauwe schorskevers (Pythidae). De wetenschappelijke naam van de soort werd in 1837 gepubliceerd door William Kirby.